# Celotheliaceae
Celotheliaceae är en familj av svampar. Celotheliaceae ingår i ordningen Pyrenulales, klassen Eurotiomycetes, divisionen sporsäcksvampar och riket svampar.
|                | Requienellaceae               |
|                |                               |
|                | Massariaceae                  |
|                |                               |
|                | Pyrenulaceae                  |
|                |                               |
|                | Monoblastiaceae               |
|                |                               |
| Celotheliaceae | \| \| Celothelium \| \| \| \| |
|                | \| \| Celothelium \| \| \| \| |
|                | Xanthopyreniaceae             |
|                |                               |
|                | Rhaphidicyrtis                |
|                |                               |
|                | Celothelium                   |
|                |                               |

|  | Celothelium |
|  |             |